# 霍蘭級潛艇
霍蘭級潛艇（Holland class）是英國皇家海軍的第一批潛艇，由維克斯有限公司的巴羅因弗內斯造船廠建造，前三艘是由約翰·菲利普·霍蘭設計。在1901年到1903年期間，經霍蘭魚雷艇公司（電船公司）授權而建造了該潛艇。皇家海軍的海軍部希望對此保密，只有極少數高級軍官對此知情，因此傳出了海軍部對潛艇不感興趣的謠言，但實際情況與此相反，海軍部很清楚潛艇的殺傷性，卻限制著任何潛艇的開發計劃，藉此避免激起外國海軍發起類似的計劃。一旦其它國家的海軍開始認真開發潛艇，海軍部只能別無選擇，啟動自己的開發計劃。

## 潛艇的採用
英國駐巴黎海軍武官亨利·傑克遜艦長奉命報告了多年來在法國一直進行的潛艇開發情形。1898年，他見證了私人開發的「勒古貝號」（Le Goubet）的試驗，這是一個11噸重的小型潛水器，被設計成可裝載在軍艦上。1899年1月，他向海軍部通報了270噸的實驗潛艇「古斯塔夫·澤德號」（Gustave Zédé）的演習情況，該潛艇曾被用來對戰列艦馬根塔號發動魚雷攻擊。海軍部委員會考慮是否需要採取行動，但考慮到關於這次試驗的其他報告表明，其結果是出於政治原因而策劃的，因此沒相信更進一步關於法國人已經訂購了多達12艘潛艇的報告。
1900年1月，駐華盛頓武官查爾斯·奧特利艦長報告說，美國政府正在考慮購買約翰·霍蘭所設計的潛艇，並向海軍部提供了美國海軍關於該艇性能的報告和一套藍圖。2月，新的巴黎駐官提交了對古斯塔夫·澤德號的能力進一步肯定的報告。與此同時，地中海艦隊指揮官（可能需要與法國人作戰）費舍爾海軍上將向海軍部請示抵禦潛艇的最佳方式，並建議使用防禦性水雷。5月，海軍部的回應是指示魚雷學校研究打擊潛艇的方法，他們因此要求得到一艘潛艇來進行實驗，而在同一個月，有消息證實美國購買了一艘霍蘭號潛艇（USS Holland）。第一海務大臣沃爾特·克爾和主計長阿瑟·克尼維特-威爾遜少將確信有必要為皇家海軍籌獲一艘潛艇，用來調查潛艇的性能以及對抗潛艇攻擊的手段。
由於沒有一家英國造船廠有建造潛艇的經驗，因此海軍部開始與霍蘭魚雷艇公司及維克斯公司進行談判，維克斯公司是為海軍部造船的主要公司。電船公司（已跟霍蘭購買了授權）同意授權維克斯在英國建造潛艇，並訂購了5艘。海軍部委員會現在認為潛艇也可能在進攻方面發揮作用，而不只是練習防禦，如果這些潛艇的試驗成功，將進一步向維克斯公司下訂單。
1900年11月的大選導致海軍部第一大臣從喬治·戈申換成了塞爾伯恩伯爵。委員會新的政務次官是休·奧克利·阿諾德-福斯特，他作為英國議會的後排議員時曾批評戈申沒有採用潛艇，但他現在發現，海軍部其實暗中進行。塞爾伯恩開始擔心，即使海軍部有所行動，在開發方面仍然落後於法國人，最終，在1900年12月簽署了第一艘潛艇的合同，直到1901年10月才交付。阿諾德-福斯特提議讓其他公司參與建造潛艇，但這遭到了第二海務大臣阿奇博爾德·道格拉斯中將以及威爾遜的反對，理由是全面鼓勵發展潛艇仍是不明智的，潛艇也許只對小型海軍有利，而非適合皇家海軍。威爾遜認為，目前潛艇的航程有限，只能在法國水域活動，如果進一步發展就可以成為威脅英國本土港口的武器。他認識到潛艇有可能阻止海上貿易，而海上貿易對於像英國這樣的島國的生存至關重要，應該採取任何可能的措施來減緩潛艇的發展，同時海軍要研究出防禦潛艇的手段。
到頭來，維克斯正在建造潛艇的消息在2月份被格拉斯哥一家報紙洩露，並在3月份得到了海軍部的證實。阿諾德福斯特繼續敦促建造更多潛艇，考量到海軍對潛艇的需求，不是大量需要就是根本不需要，儘管塞爾伯恩傾向於支持大量訂購，但這兩種情況都遭到了海務大臣們的反對。雙方一致同意每年只訂購三艘，這是維克斯維持其專業施工團隊所需的最低數量。雖然大家都知道法國的設計在技術上優於訂購的霍蘭潛艇，但當時海軍部沒有更好的設計。

## 進一步發展
潛艇建造過程比預期還久，第一艘潛艇在1902年4月6日才準備好進行海上潛水試驗。雖然設計方案是跟美國公司購買，但實際上使用的是富爾頓號（Fulton）的設計，這是霍蘭的原設計的改良版，仍未經測試，該設計使用了全新的180馬力汽油發動機。
海軍部決定任命一位潛艇檢查艦長來監督開發工作，雷金納德·培根艦長在1901年5月被任命。培根是一位在使用水面魚雷艇方面有技術經驗的官員。他首先指出，霍蘭潛艇可能不如法國目前設計的潛艇，而且水面行動只能在晴天進行（這些潛艇在水下的射程只有32公里）。因此，他建議對尚未開始建造的四號艇和五號艇修改設計，以提高其適航性。雖然海軍部認為霍蘭公司會拒絕為未經授權的設計變更所產生的問題負責，但同意訂購一艘新設計的潛艇，即A1潛艇。
1901年在魚雷學校的實驗嘗試了引爆水下裝藥的魚雷。1902年11月，霍蘭一號終於可以進行測試，並被當成了實彈攻擊目標。結果發現，在距73米處爆炸的91公斤火藥棉炸藥未對該艇造成任何傷害。由於沒有已知的方法能夠定位潛艇，更不用說達到這個精度，因此得出結論，水下的潛艇實際上不可能被攻擊。驅逐艦反而會因其船尾拋出的試驗性炸藥而面臨更大的風險，但是不管怎麼樣，驅逐艦的體積都不足以攜帶超過兩個炸藥。然而，培根對潛艇的進攻能力更為樂觀，他的結論是，對於任何試圖在潛艇所在的港口附近活動的敵艦來說，3艘到5艘的潛艇群將是不可逾越的障礙。

## 服役
這些潛艇最初存在嚴重的可靠性問題，1903年曾試圖環繞懷特島，其中四艘的航程還沒超過4英里（6.4公里）就發生故障。
霍蘭級大多用於測試，但在1905年10月時，一支俄羅斯艦隊在多格灘事件中誤擊沉了多艘英國漁船，之後霍蘭級潛艇離開港口，前去攻擊該艦隊，不過在交火前即被召回。

## 船身

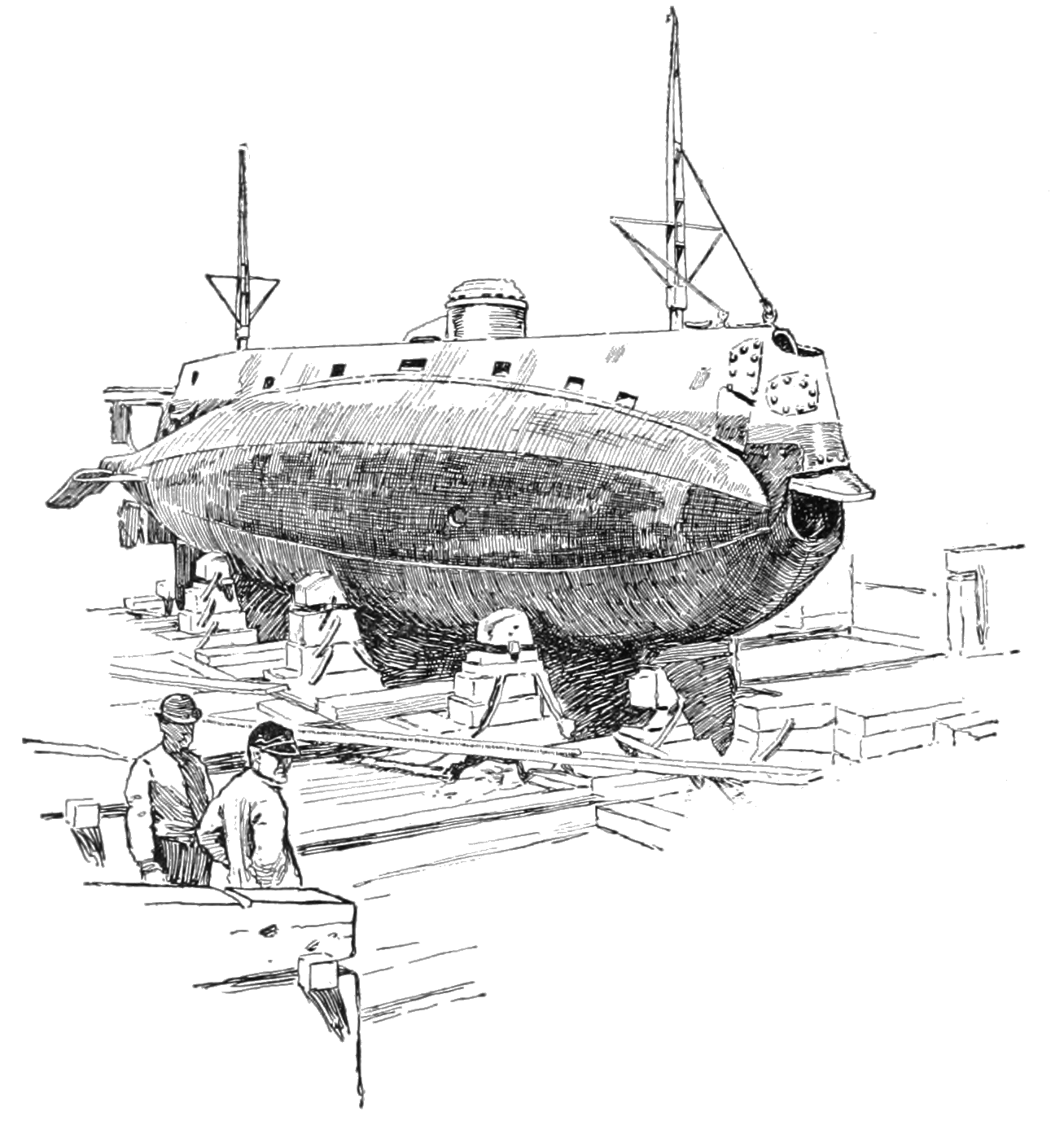
乾涸船塢中的霍蘭1號潛艇

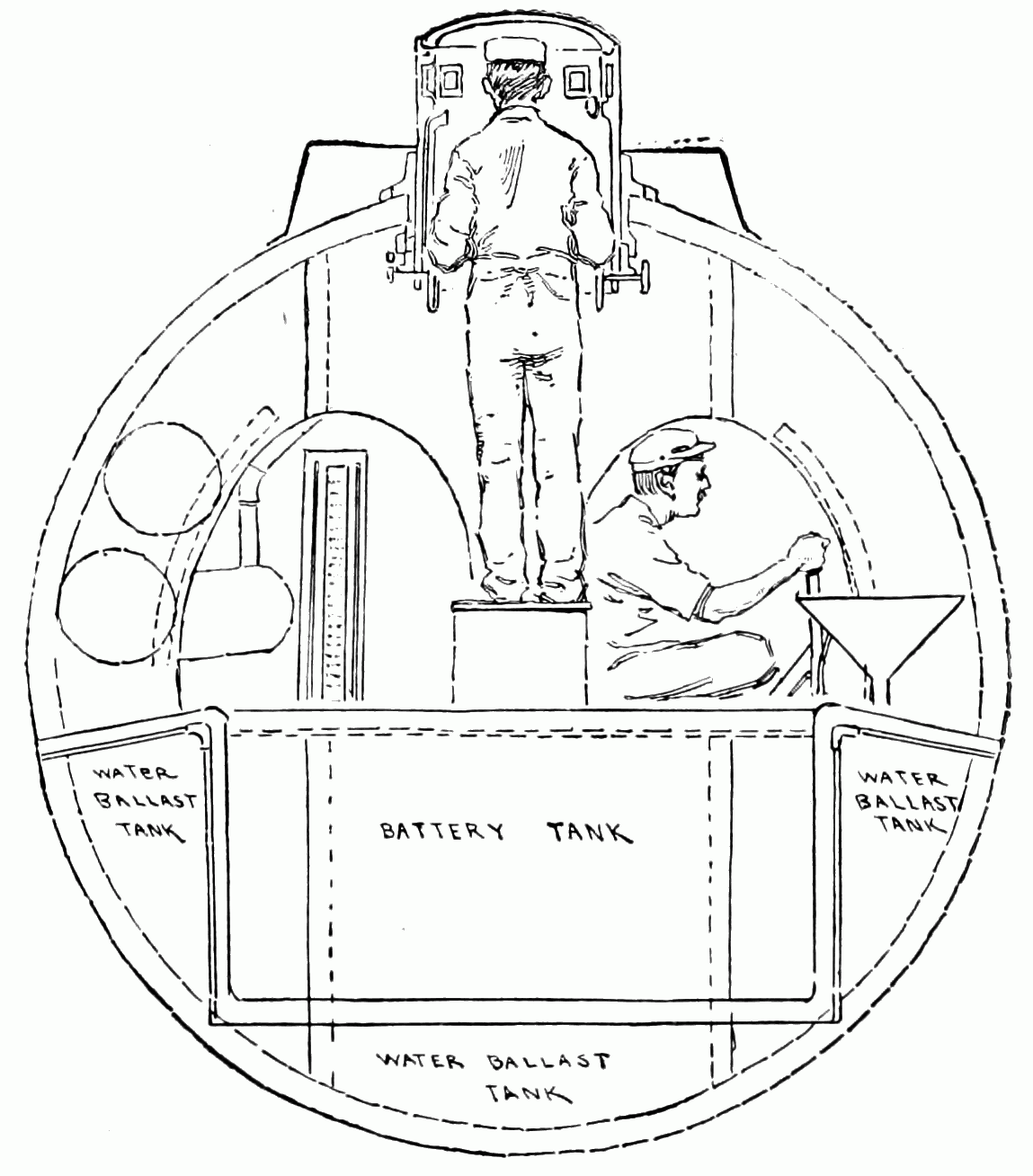
霍蘭1號潛艇的剖面圖

- 霍蘭一號（HMS Holland 1）於1901年10月2日秘密下水。現在在戈斯波特的皇家海軍潜艇博物館展出。
- 霍蘭二號於1902年2月下水，1913年10月7日售出。
- 霍蘭三號於1902年8月1日服役，1911年在試航中沉沒，並於1913年10月出售。
- 霍蘭四號於1902年5月23日下水，1912年9月3日沉沒，1914年10月17日打撈並作為射擊目標沉沒。
- 霍蘭五號於1902年6月10日下水，1912年在薩塞克斯海岸失事。 2005年1月4日根據《1973年殘骸保護法》指定沉船位置。

## 筆記
1. ↑  Galantin, Ignatius J., Admiral, USN (Ret.). Foreword to Submariner by Johnnie Coote, p. 1.
2. ↑  Lambert pp. 41-42.
3. ↑  Lambert pp. 43-44.
4. ↑  Lambert pp. 45-46.
5. ↑  Lambert pp. 46-48.
6. ↑  Lambert pp. 49-50.
7. 1 2  Lambert p. 51.
8. ↑  Lambert pp. 52-53.
9. ↑  Gray, Edwyn. . Pen & Sword Books. 2001: 17. ISBN 0-85052-776-7.
10. ↑  Compton-Hall, Richard. . London: Conway maritime press. 1983: 11. ISBN 0-85177-288-9.

## 外部連結
- MaritimeQuest Holland Class Overview （页面存档备份，存于）